# Hontianska Vrbica
Hontianska Vrbica – wieś (obec) na Słowacji położona w kraju nitrzańskim, w powiecie Levice. Pierwsze wzmianki o miejscowości pochodzą z roku 1272. 
Według danych z dnia 31 grudnia 2012, wieś zamieszkiwało 566 osób, w tym 297 kobiet i 269 mężczyzn.
W 2001 roku rozkład populacji względem narodowości i przynależności etnicznej wyglądał następująco:
- Słowacy – 60,45%
- Czesi – 0,87%
- Polacy – 0,17%
- Węgrzy – 36,93%

Ze względu na wyznawaną religię struktura mieszkańców kształtowała się w 2001 roku następująco:
- Katolicy rzymscy – 43,55%
- Grekokatolicy – 0,35%
- Ewangelicy – 22,65%
- Ateiści – 10,1%
- Nie podano – 2,09%